# Hawks – Die Falken
Hawks – Die Falken (Originaltitel: Hawks) ist eine britische Tragikomödie des Regisseurs Robert Ellis Miller aus dem Jahr 1988. In den Hauptrollen spielen Timothy Dalton, Anthony Edwards, und Janet McTeer. Der Film basiert auf einer Kurzgeschichte von Barry Gibb, einem Mitglied der Bee Gees und David English.

## Handlung
Der britische Anwalt Bancroft und der US-amerikanische Footballspieler Decker lernen sich auf der Krebsstation eines britischen Krankenhauses kennen. Nachdem beide von ihrer Erkrankung an unheilbaren Krebsarten erfahren haben, beschließen sie, nach Amsterdam in den Niederlanden zu fahren und dort das Bordell Paradise zu besuchen. Auf der Reise in einem gestohlenen Krankenwagen nehmen sie die jungen Frauen Hazel und Maureen mit. Während sich Bancroft und Hazel ineinander verlieben und damit Bancroft neuen Lebenswillen gewinnt, stirbt Decker auf der Reise an seiner Krankheit.

## Kritiken
„Eine fragwürdige Komödien-Unterhaltung, die mit dem Entsetzen Scherz treibt und nur durch einige menschlich vertiefte Handlungselemente und das Spiel des Hauptdarstellers vor dem Abrutschen ins Geschmacklose und Peinliche bewahrt wird.“

## Adaptionen
Als Adaptionen des Films gelten:
- Knockin’ on Heaven’s Door, deutscher Kinofilm 1997
- Das Beste kommt zum Schluss, US-Kinofilm 2007